# Hillsborough (téléfilm)
Pour les articles homonymes, voir Hillsborough.
Hillsborough est un téléfilm anglais de Charles McDougall diffusé sur ITV en 1996.

## Synopsis
Hillsborough est le nom du stade de Sheffield où se déroula, le 15 avril 1989, la Tragédie de Hillsborough, qui fit 96 morts parmi les supporters de Liverpool FC. On suit l'histoire de quatre familles touchées par le drame.
Ce film met clairement en cause les dysfonctionnements de la police et des secours pendant la tragédie mais aussi celles de la justice anglaise dans son traitement de l'affaire. 
Il fut honoré par six prix (dont 3 BAFTA TV Awards), et figure sur la liste des "100 meilleurs programmes de télévision" publiée par le British Film Institute en 2000.

## Fiche technique
- Réalisation : Charles McDougall
- Scénario : Jimmy McGovern
- Durée : 101 minutes

## Distribution
- Christopher Eccleston : Trevor Hicks
- Ricky Tomlinson (en) : John Glover
- Annabelle Apsion : Jenni Hicks
- Rachel Davies : Theresa Glover
- Mark Womack : Eddie Spearritt
- Tracey Wilkinson : Jan Spearritt
- Scot Williams : Joe Glover
- Maurice Roëves : Chef David Duckinfield
- Ian McDiarmid : Docteur Popper
- Stephen Walters : Ian Glover
- Kevin Knapman : Adam Spearritt
- Sarah Graham : Sarah Hicks
- Anna Martland : Vicki Hicks